# Europäische Stelle zur Beobachtung von Rassismus und Fremdenfeindlichkeit
Die Europäische Stelle zur Beobachtung von Rassismus und Fremdenfeindlichkeit (EUMC, englisch European Monitoring Centre on Racism and Xenophobia) war eine unabhängige Agentur der Europäischen Union mit Sitz in Wien. Die Agentur sollte auf europäischer Ebene objektive, vergleichbare und belastbare Daten sammeln mit dem Ziel, Rassismus und Ausländerfeindlichkeit vorzubeugen und zu bekämpfen. Mit der Verordnung (EG) Nr. 168/2007 vom 15. Februar 2007 wurde die EUMC von der Agentur der Europäischen Union für Grundrechte (FRA, European Union Agency for Fundamental Rights) mit einem thematisch erweiterten Mandat abgelöst.

## Vorgängerorganisation
Vorgängerorganisation war die 1995 geschaffene Kommission gegen Rassismus und Fremdenfeindlichkeit (CRX, Commission against Racism and Xenophobia), die auch unter dem Namen Kahn-Kommission bekannt war. Die EUMC selbst entstand auf Grundlage der Verordnung (EG) Nr. 1035/97 vom 2. Juni 1997 und nahm ihre Arbeit im Juli 1998 auf, mit ihrer Leitung wurde die deutsche Menschenrechtsaktivistin Beate Winkler betraut.

## Manifestationen von Antisemitismus 2002–2003
2004 veröffentlichte die Europäische Stelle zur Beobachtung von Rassismus und Fremdenfeindlichkeit (EUMC) den Bericht „Manifestations of Antisemitism in the EU 2002-2003“.
Ein erster Bericht, der im Auftrag des EUMC vom Zentrum für Antisemitismusforschung (ZfA) in Berlin erstellt worden war, erschien 2003. Dieser Bericht konzentrierte sich auf die Daten der ersten Hälfte des Jahres 2002, als eine breit dokumentierte Welle von Attacken in Frankreich und Belgien stattfand. Die Wissenschaftler aus Berlin stuften diese Attacken als „neue Entwicklung“ ein, da „antisemitistische Täter in manchen Fällen von muslimischen Minoritäten in Europa entnommen werden, seien es radikale islamistische Gruppen oder junge Männer nordafrikanischer Herkunft“ (Originaltext: That anti-Semitic offenders in some cases are drawn from Muslim minorities in Europe – whether they be radical Islamist groups or young males of North African descent – is certainly a new development for most Member States (…).). Im Weiteren stellte der Report eine Verbindung zwischen Antisemitismus und Antizionismus fest, indem er darauf aufmerksam machte, wie die Medien antisemitistische Stereotypen in ihrer Kritik an Israel verwendeten und das häufige Auftreten von antisemitischer Hetze in extremen linken Flügeln. Die Autoren vermuteten, dass Antisemitismus nicht länger nur im rechten europäischen Flügel zu beobachten sei, sondern auch in einer auftauchenden Allianz von pro-palästinensischen Linken, Gegnern des Globalismus, und Islamisten.
Das EUMC betrachtete den Bericht als eine unverantwortliche Anklage gegen ganze Bevölkerungsgruppen, speziell gegen die europäischen Muslime. Da es aber nicht die Aufgabe ihrer Organisation sei, ganze Gemeinden aufgrund einzelner rassistischen Handlungen zu stigmatisieren und aufgrund der schlechten Qualität und dem Fehlen von empirischen Daten wurde der Bericht zurückgewiesen.
Im März 2004 wurde der endgültige Bericht vom EUMC vorgelegt. Der Bericht begann mit einer sorgfältigen Beschreibung dessen, dass nicht alle Aktionen gegen Juden als antisemitisch eingestuft werden können. Nur wenn Juden als Juden (as Jews) ins Visier genommen werden, sei es legitim, von Antisemitismus zu sprechen. Antizionistische Haltungen wären deshalb nur dann antisemitisch, wenn Israel als Repräsentant vom Juden angesehen werde (Originaltext: Israel is seen as being a representative of 'the Jew.' ). Eine Kritik gegenüber Israel wegen seiner konkreten Politik sei deshalb nicht antisemitisch (Originaltext: hostility towards Israel as 'Israel', i.e. as a country that is criticized for its concrete policies). Mit diesem Hintergrund stellte der Report fest, dass eine wachsende Zunahme von antisemitistischen Vorfällen in einigen Ländern feststellbar sei, dass aber „die größte Gruppe von Tätern junge unzufriedene weisse Europäer in manchen Ländern seien“ (Originaltext: the largest group of the perpetrators (…) appear[ed] to be young, disaffected white Europeans). In einer Reihe von Fällen seien Personen aus islamischen Kreisen die Täter.

## Report zur Islamphobie in der EU nach dem 11. September
Das größte Projekt in der Geschichte der EUMC wurde zur Angst vor dem Islam nach den Terroranschlägen am 11. September 2001 unternommen.
Von insgesamt 75 Berichten – 5 für jeden EU-Mitgliedstaat – wurde im Mai 2002 eine zusammenfassende Studie veröffentlicht.
Die Studie besagt, dass Muslime fallweise mit beleidigenden und manchmal gewalttätigen Reaktionen zu kämpfen haben. Die wichtigste Aussage der Studie ist, dass trotz Unterschiede in den Mitgliedstaaten alle Muslime für die Attacken des 11. Septembers verantwortlich gemacht werden. Dies äußert sich durch verschiedene Handlungen wie das Spucken auf muslimische Männer und Frauen, das Herunterreißen von Kopftüchern und das Beleidigen von Kindern, Frauen und Männern.
Die Darstellung von Muslimen in den Medien wurde ebenfalls untersucht. Manche Medien versuchen den Unterschied zwischen islamistischen Terroristen und normalen Muslimen herauszuarbeiten, aber nicht alle. Es wurden auch die Rolle von Politikern und anderen Meinungsführern untersucht. Die meisten Politiker haben unverzüglich die Notwendigkeit herausgestrichen, zwischen Terroristen und Muslimen zu unterscheiden. Manche Länder, zum Beispiel Portugal, fanden es wichtiger, Mitgefühl gegenüber den Opfern zu zeigen als auf die Gefühle der muslimischen Bevölkerung Rücksicht zu nehmen.
Abschließend stellt die Studie fest, dass es eine größere Aufnahmebereitschaft für antimuslimische und andere ausländerfeindliche Ideen gibt als vor dem 11. September 2001.